# Martin Devaney
Martin Devaney (Cheltenham, 1º giugno 1980) è un ex calciatore inglese, di ruolo centrocampista.

## Carriera
Ha giocato nella seconda divisione inglese con il Barnsley.